# Popůvky (district de Brno-Campagne)
Pour les articles homonymes, voir Popůvky.
Popůvky (en allemand : Popuwek) est une commune du district de Brno-Campagne, dans la région de Moravie-du-Sud, en République tchèque. Sa population s'élevait à 1 641 habitants en 2020.

## Géographie
Popůvky se trouve à 9 km à l'ouest du centre de Brno et à 179 km au sud-est de Prague.
La commune est limitée par Ostrovačice au nord, par Brno au nord et à l'est, par Troubsko au sud-est et au sud, par Střelice au sud et par Omice à l'ouest.

## Histoire
La première mention écrite de la localité date de 1349.